# Boarmia hilararia
Boarmia hilararia là một loài bướm đêm trong họ Geometridae.